# Euselasia uzita
Espèce
Euselasia uzita est une espèce d'insectes lépidoptères appartenant à la famille  des Riodinidae et au genre Euselasia.

## Dénomination
Euselasia uzita a été décrit par  William Chapman Hewitson en 1853 sous le nom de Eurygona uzita.

## Description
Euselasia uzita est un papillon de couleur noir avec une grosse tache basale bleu métallique aux antérieures et sur l'autre face de couleur marron cuivré rayé de deux bandes blanches.

## Écologie et distribution
Euselasia uzita est présent en Guyane, Guyana, au Surinam et au Brésil.

### Biotope
Il réside dans la forêt tropicale.